# Internet Explorer 5
Internet Explorer 5 è un web browser grafico pubblicato da Microsoft il 18 marzo 1999 per Windows, Solaris e HP-UX, il 27 marzo 2000 per Apple Mac OS, e il 25 settembre 2001 per Apple Mac OS X.
La versione 5.0 (con il motore di rendering Trident II) venne inclusa in Windows 98 SE, la versione 5.01 in Windows 2000, e la versione 5.5 (Trident III) in Windows Me. La versione 5.1.2 per Macintosh (con il motore di rendering Tasman) venne inclusa in Mac OS X 10.1.
Il rilascio di questa versione provocò un consistente aumento della quota di mercato del browser Microsoft su Netscape Navigator tra il 1999 e il 2001. È inoltre compatibile con la più grande gamma di sistemi operativi rispetto a tutte le versioni di IE. Tuttavia, il supporto per molti sistemi si ridusse rapidamente con le patch, e tutte le versioni successive di Windows non lo supportano.
Internet Explorer 5 ha raggiunto oltre il 50% della quota di mercato entro i primi mesi del 2000, assumendo un netto vantaggio rispetto ad altre versioni dei browser (compresi Internet Explorer 4 e Netscape). Le versioni 5.x avevano raggiunto oltre l'80% di quota di mercato alla data del rilascio di Internet Explorer 6 nell'agosto 2001. Le versioni 5.0x e 5.5 sono state superate da Internet Explorer 6, scendendo al secondo posto tra i browser più popolari, con un calo della quota di mercato al 34% entro la metà del 2003. Inoltre, entro l'inizio del 2005 Firefox 1 ha superato la sua quota di mercato. La quota di mercato della versione 5.x è scesa al di sotto dell'1% alla fine del 2006, esattamente alla pubblicazione di Internet Explorer 7.
Microsoft spese oltre 100 milioni di dollari alla fine del 1990, con oltre un migliaio di persone che lavoravano su IE durante lo sviluppo di Internet Explorer 5.
È stato sostituito da Internet Explorer 6 nel mese di agosto 2001, anche se Internet Explorer 5 resta l'ultima versione per Windows 3.1x, Windows NT 3.x e Windows 95.

## Versioni

### Versioni per Windows
Versione di test
     Aggiornamento di sicurezza
| Versione                           | Versione estesa | Pubblicato il | Nuove funzionalità                                                              | Fornito con                           | Supporta                                     |
| ---------------------------------- | --------------- | ------------- | ------------------------------------------------------------------------------- | ------------------------------------- | -------------------------------------------- |
| 5.0 beta 1                         | 5.0.518.5       | 02/06/98      | Supporto a più caratteristiche CSS 2.                                           |                                       |                                              |
| 5.0 beta 2                         | 5.0.910.1308    | 15/11/98      | Supporto a testo bidirezionale, caratteri ruby, XML/XSL e altre proprietà CSS.  |                                       |                                              |
| 5.0                                | 5.0.2014.213    | 18/03/99      | Ultima versione per Windows 3.1x e Windows NT 3.x.                              |                                       | Windows NT 3.51, 3.1x, 95, NT 4.0, 98, 98 SE |
| 5.0                                | 5.0.2614.3500   |               | Ultima versione per Windows 3.1x e Windows NT 3.x.                              | Windows 98 SE                         | Windows NT 3.51, 3.1x, 95, NT 4.0, 98, 98 SE |
| 5.0                                | 5.0.2314.1000   |               |                                                                                 | Office 2000                           |                                              |
| 5.01                               |                 | 08/11/99      |                                                                                 |                                       |                                              |
| 5.01                               | 5.0.2516.1900   |               |                                                                                 | Windows 2000 beta 3 (build 5.00.2031) |                                              |
| 5.01                               | 5.0.2919.800    |               |                                                                                 | Windows 2000 RC1 (build 5.00.2072)    |                                              |
| 5.01                               | 5.0.2919.3800   |               |                                                                                 | Windows 2000 RC2 (build 5.00.2128)    |                                              |
| 5.01                               | 5.0.2919.6307   |               |                                                                                 | Office 2000 SR-1                      |                                              |
| 5.01                               | 5.0.2920.0      |               |                                                                                 | Windows 2000 (build 5.00.2195)        |                                              |
| 5.01 SP1                           | 5.0.3105.106    |               |                                                                                 |                                       | Windows 95, 98, NT 4.0, 2000                 |
| 5.01 SP1                           | 5.0.3103.1000   | 15/08/00      |                                                                                 | Windows 2000 SP1                      | Windows 95, 98, NT 4.0, 2000                 |
| 5.01 SP2                           | 5.0.3314.2100   |               |                                                                                 |                                       | Windows 95, 98, NT 4.0, 2000                 |
| 5.01 SP2                           | 5.0.3315.2879   | 16/05/01      |                                                                                 | Windows 2000 SP2                      | Windows 95, 98, NT 4.0, 2000                 |
| 5.01 SP3                           | 5.0.3502.5400   | 01/08/02      |                                                                                 | Windows 2000 SP3                      | Windows 2000                                 |
| 5.01 SP4                           | 5.0.3700.1000   | 26/06/03      | Supporto terminato il 13 luglio 2010.                                           | Windows 2000 SP4                      | Windows 2000                                 |
| 5.5 beta                           | 5.50.3825.1300  | 25/12/99      | Supporto a più caratteristiche CSS; modifiche secondarie al supporto dei frame. | Windows Neptune                       |                                              |
| 5.5 & Internet Tools beta          | 5.50.4030.2400  |               |                                                                                 |                                       |                                              |
| 5.5                                | 5.50.4134.0600  | 08/07/00      |                                                                                 |                                       | Windows 95, 98, Me, NT 4.0, 2000             |
| 5.5                                | 5.50.4134.0100  |               |                                                                                 | Windows Me (build 4.90.3000)          | Windows 95, 98, Me, NT 4.0, 2000             |
| 5.5 Advanced Security Privacy beta | 5.50.4308.2900  |               |                                                                                 |                                       | Windows 95, 98, Me, NT 4.0, 2000             |
| 5.5 SP1                            | 5.50.4522.1800  |               |                                                                                 |                                       | Windows 95, 98, Me, NT 4.0, 2000             |
| 5.5 SP2                            | 5.50.4807.2300  |               | Ultima versione per Windows 95.                                                 |                                       | Windows 95, 98, Me, NT 4.0, 2000             |
| 5.6                                |                 | 18/08/00      |                                                                                 | Windows Whistler (build 2250-2296)    | Windows Whistler                             |

### Versioni per Macintosh
Versione di test
| Versione | Pubblicato il     | Versione di Tasman |
| -------- | ----------------- | ------------------ |
| 5.0      | 27 marzo 2000     | 0                  |
| 5.01     |                   |                    |
| 5.1      | 18 dicembre 2001  | 0.1                |
| 5.1.3    |                   |                    |
| 5.1.4    | 16 aprile 2002    |                    |
| 5.1.5    | 5 luglio 2002     |                    |
| 5.1.6    | 25 settembre 2002 |                    |
| 5.1.7    | 11 luglio 2003    |                    |

| Versione     | Pubblicato il     | Incluso in           | Versione di Tasman |
| ------------ | ----------------- | -------------------- | ------------------ |
| 5 beta       | 15 maggio 2000    | Mac OS X DP4         | 0                  |
| 5 beta       | 13 settembre 2000 | Mac OS X Public Beta |                    |
| 5.1b1 (5502) | 24 marzo 2001     | Mac OS X 10.0        |                    |
| 5.1b1 (3408) | 23 maggio 2001    |                      | 0.1                |
| 5.1.2        | 25 settembre 2001 | Mac OS X 10.1        |                    |
| 5.1.3        | 23 ottobre 2001   |                      |                    |
| 5.1.4        |                   |                      |                    |
| 5.2          | 17 giugno 2002    |                      |                    |
| 5.2.1        | 5 luglio 2002     |                      |                    |
| 5.2.2        | 25 settembre 2002 |                      |                    |
| 5.2.3        | 16 giugno 2003    |                      | 0.9                |

Internet Explorer 5.2.2 Macintosh Edition su Mac OS X 10.5.8

Internet Explorer 5 Macintosh Edition fu annunciato da Microsoft il 5 gennaio 2000 al Macworld Conference & Expo di San Francisco, e fu pubblicato il 27 marzo 2000.
La versione iniziale era compatibile solo con Mac OS 8 e Mac OS 9. Due mesi dopo, il 15 maggio, Mac OS X DP4, consegnato agli sviluppatori nell'Apple Worldwide Developers Conference 2000, includeva una versione beta di Internet Explorer 5 Macintosh Edition, sviluppato appositamente per la nuova piattaforma Mac OS X. Mac OS X Public Beta includeva un'altra versione in anteprima di Internet Explorer 5 Macintosh Edition. Il rilascio di Mac OS X Cheetah (24 marzo 2001) includeva ancora un'altra versione in anteprima di Internet Explorer 5 Macintosh Edition. La versione di Mac OS X Puma (25 settembre 2001) includeva la versione definitiva di Internet Explorer 5.1 Macintosh Edition per Mac OS X. Internet Explorer 5.1 per Mac OS 8 e 9 fu pubblicato il 18 dicembre 2001.
Il 17 giugno 2002, Microsoft annunciò il rilascio della versione 5.2 (la prima versione solo per Mac OS X) che includeva alcuni miglioramenti nelle prestazioni e nella sicurezza e il supporto ad alcune funzionalità di Mac OS X come l'arrotondamento del testo di Quartz.

#### Nuove funzioni
La versione per Windows di Internet Explorer 5 era stata rilasciata un anno prima, ma utilizzava il motore di rendering Trident. Internet Explorer 5 Macintosh Edition introduceva un nuovo motore di rendering chiamato Tasman, che era stato progettato per essere conforme agli standard W3C emergenti come HTML 4.0, CSS 1, DOM Level 1 ed ECMAScript.
Vennero anche introdotte un buon numero di funzioni che sarebbero state in seguito aggiunte ad altri browser, come il supporto completo al formato di file PNG (non supportato dalle versioni precedenti), lo switching DOCTYPE, lo zoom del testo e la visualizzazione delle sorgenti XML. Venne inoltre introdotta la funzione Gestione aste per tener traccia delle aste in siti come eBay, e un Raccoglitore Internet per consentire agli utenti di memorizzare e organizzare in modo semplice e veloce del contenuto Web (per esempio un'immagine o del testo selezionato).
Le versioni di anteprima del browser includevano una funzione detta Barra multimediale che integrava la riproduzione di MP3 e web radio, ma questa funzione venne abbandonata nella versione finale.

#### Curiosità

##### Easter egg

Screenshot dell'Easter egg "about:tasman" in Internet Explorer 5 Macintosh Edition su Mac OS X

Internet Explorer 5 Macintosh Edition includeva Acid1 come Easter egg in modalità non in linea, accessibile digitando "about:tasman", con il testo sostituito dai nomi degli sviluppatori.

##### Logo
Le ultime versioni di Internet Explorer Macintosh Edition avevano un distinto logo blu che era la base per il logo utilizzato in Internet Explorer 6 per Windows, con la differenza che quest'ultimo aveva un blu più chiaro ed era meno tridimensionale.

### Versioni per UNIX
Versione di test
     Aggiornamento di sicurezza
| Versione     | Versione estesa | Crittografia    | Pubblicato il    | Supporta       |
| ------------ | --------------- | --------------- | ---------------- | -------------- |
| 5.0          | 5.00.2013.1312  | 40 bit, 128 bit | 18 marzo 1999    | Solaris, HP-UX |
| 5.0 SP1 beta | 5.00.2013.2002  | 128 bit         | 13 marzo 2001    | Solaris        |
| 5.0 SP1 beta | 31 agosto 2001  | 128 bit         |                  | Solaris        |
| 5.0 SP1 beta |                 | 128 bit         | 5 ottobre 2001   | Solaris, HP-UX |
| 5.0 SP1      | 5.00.3314.1001  | 128 bit         | 1º novembre 2001 | Solaris, HP-UX |

Internet Explorer 5 per Solaris (CDE)

Internet Explorer 5.0 per UNIX venne pubblicato il 18 marzo 1999, e venne aggiornato al Service Pack 1 il 1º novembre 2001.
Internet Explorer 5 Service Pack 1 per Solaris era compatibile solo con il processore SPARC.

#### Confronto con Internet Explorer 5 per Windows
Internet Explorer 5 per UNIX supportava la maggior parte delle funzionalità e delle tecnologie di Internet Explorer 5 per Windows, ma differiva in alcuni aspetti.
Per esempio, Internet Explorer per UNIX non supportava i controlli ActiveX scaricabili, né la navigazione e l'organizzazione dei file e delle cartelle locali all'interno della finestra del browser. Altre funzionalità non supportate includevano i filtri e le transizioni CSS, il componente DHTML Editing Control, e le applicazioni HTML.
Internet Explorer per UNIX offriva a sua volta alcune funzionalità assenti nella versione per Windows, come i tasti di scelta rapida in stile Emacs e le associazioni ai programmi esterni.

#### Stringa di user agent
| Sistema operativo | Processore    | Stringa di user agent                                           |
| ----------------- | ------------- | --------------------------------------------------------------- |
| Solaris 2.5.1     | SPARC 5       | Mozilla/4.0 (compatible; MSIE 5.0; SunOS 5.5.1 sun4m; X11)      |
| Solaris 2.5.1     | Sun Ultra     | Mozilla/4.0 (compatible; MSIE 5.0; SunOS 5.5.1 sun4u; X11)      |
| Solaris 2.6       | Sun Ultra     | Mozilla/4.0 (compatible; MSIE 5.0; SunOS 5.6 sun4u; X11)        |
| HP-UX 10.20       | HP 9000 C-180 | Mozilla/4.0 (compatible; MSIE 5.0; HP-UX B.10.20 9000/780; X11) |
| HP-UX 10.20       | HP 9000 K-250 | Mozilla/4.0 (compatible; MSIE 5.0; HP-UX B.10.20 9000/802; X11) |